# Llista de mamífers de Madagascar
Això és una llista de les espècies enregistrades de mamífers salvatges natius de Madagascar. D'acord amb les dades de juny de 2014 (seguint la revaloració dels lèmurs de la UICN) hi ha 241 espècie extants de mamífers reconegudes a Madagascar, de les quals 22 estan en perill crític d'extinció, 62 estan en perill, 32 són vulnerables, 9 estan gairebé amenaçades, 72 es troben en risc mínim i per a les 44 espècies restants manquen dades d'avaluació o no han estat avaluades encara. Totes les espècies en perill crític són lèmurs. Es creu que la majoria, si no la totalitat, de les 29 espècies extintes van desaparèixer en temps prehistòrics, després del primer contacte amb els éssers humans fa aproximadament 2000 anys; es creu que cap d'aquestes va sobreviure fins al període de contacte europeu.
La fauna mamífera de Madagascar és altament distintiva i en gran part endèmica. El tàxon no marí, no quiròpter està constituït (a data de juny de 2014) de 168 espècies, 40 gèneres i 9 famílies; d'aquestes, totes són formes endèmiques, excepte, potser, una espècie, tots excepte un gènere, i totes excepte tres famílies.
Les següents etiquetes es fan servir per indicar l'estat de conservació de cada espècie segons l'avaluació de la UICN:
| EX | Extinta                   | No hi ha cap dubte raonable que el seu darrer individu ha mort. |
| EW | Extinta en estat salvatge | Només se'n coneix la supervivència en cultius, en captivitat o com a població o poblacions naturalitzades molt allunyades de la seva àrea de distribució anterior. |
| CR | En perill crític          | L'espècie corre un risc extremadament gran d'extingir-se en estat salvatge.                                                                                        |
| EN | En perill                 | L'espècie corre un risc molt gran d'extingir-se en estat salvatge.                                                                                                 |
| VU | Vulnerable                | L'espècie corre un gran risc d'esdevenir una espècie "en perill" en estat salvatge.                                                                                |
| NT | Gairebé amenaçada         | L'espècie està propera a ser qualificada com a vulnerable. |
| LC | Risc Mínim                | L'espècie no és actualment en risc d'extinció en estat salvatge.                                                                                                   |
| DD | Dades insuficients        | No hi ha informació adequada per avaluar el risc d'extinció per aquesta espècie.                                                                                   |
| NE | No avaluada               | L'estat de conservació de l'espècie no ha estat estudiat. |

## Subclasse:Teris

### Infraclasse:Euteris

#### Superordre:Afroteris

##### Ordre:Afrosorícids(tenrecs i talps daurats)

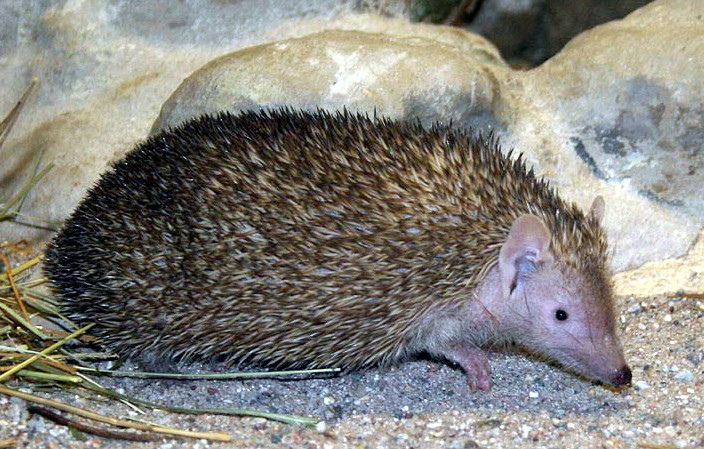
Tenrec espinós petit

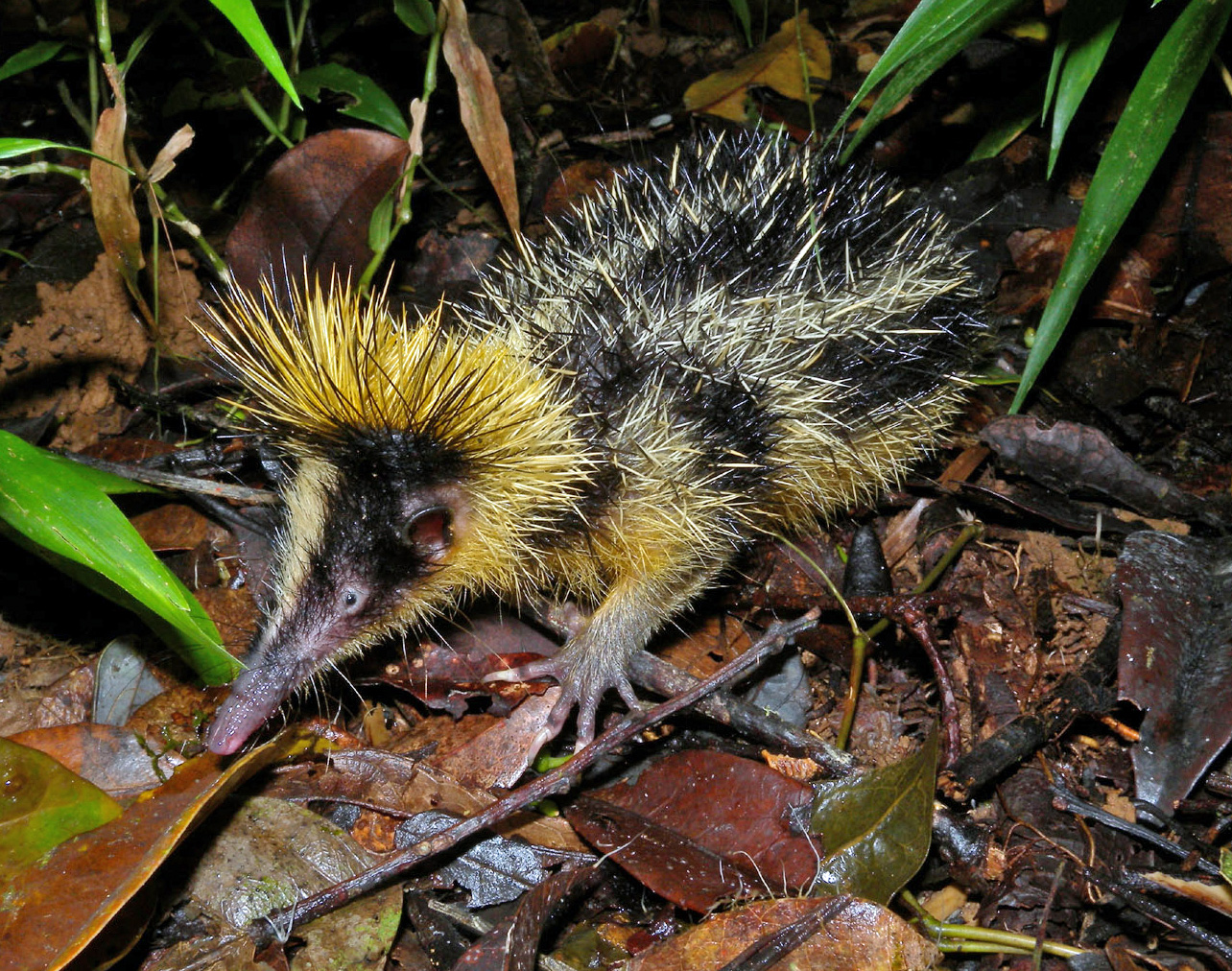
Tenrec ratllat de les terres baixes

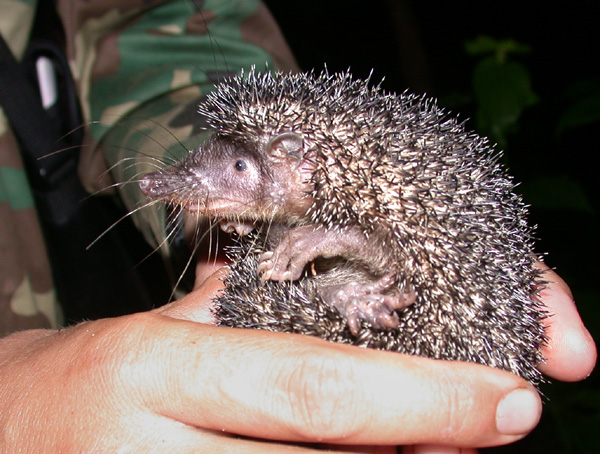
Tenrec espinós gros

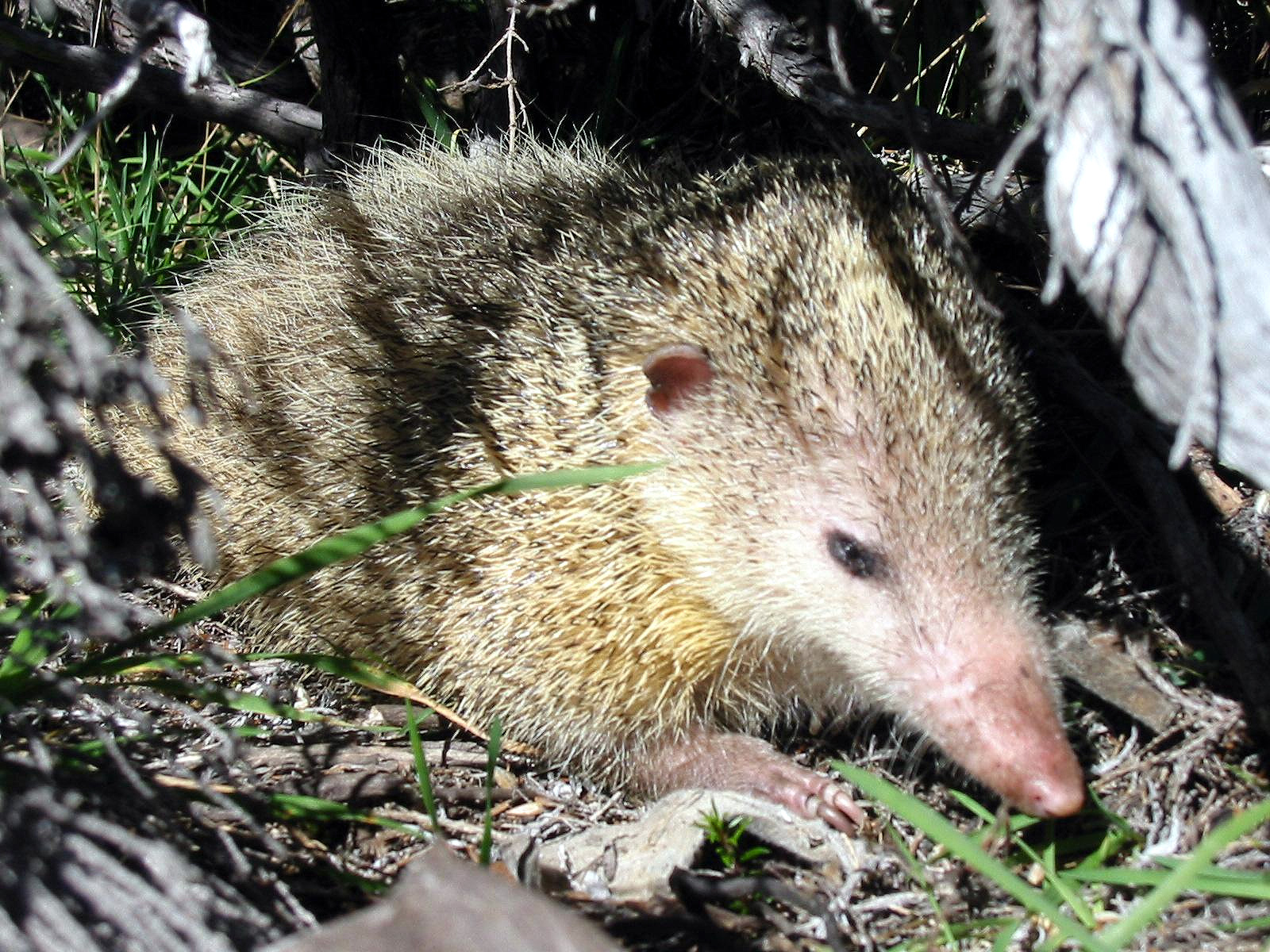
Tenrec comú

L'ordre afroteri dels afrosorícids conté els talps daurats d'Àfrica del sud i el tenrecs de Madagascar i Àfrica. Es creu que tots els tenrecs natius de Madagascar descendeixen d'un avantpassat comú que va arribar a l'illa fa 25–42 milions d'anys des d'Àfrica (on només 3 subfamílies de tenrecs, els potamogalins, hi sobreviuen).
- Família: Tenrecs (Tenrecidae)
  - Subfamília: Geogalinae
    - Gènere: Geogale
      - Tenrec orellut Geogale aurita LC

  - Subfamília: Orizorictins (Oryzorictinae)
    - Gènere: Limnogale
      - Tenrec aquàtic Limnogale mergulus VU

    - Gènere: Tenrec musaranya (Microgale) 
      - Tenrec musaranya cuacurt Microgale brevicaudata LC
      - Tenrec musaranya de Cowan Microgale cowani LC
      - Tenrec musaranya de Dobson Microgale dobsoni LC
      - Tenrec musaranya de Drouhard Microgale drouhardi LC
      - Tenrec musaranya arborícola Microgale dryas VU
      - Tenrec musaranya pàl·lid Microgale fotsifotsy LC
      - Tenrec musaranya gràcil Microgale gracilis LC
      - Microgale grandidieri
      - Tenrec musaranya de nas nu Microgale gymnorhyncha LC
      - Tenrec musaranya de Jenkins Microgale jenkinsae EN
      - Microgale jobihely EN
      - Tenrec musaranya cuallarg Microgale longicaudata LC
      - Microgale macpheei EX (PH)
      - Microgale majori LC
      - Tenrec musaranya de muntanya Microgale monticola VU
      - Tenrec musaranya de Nasolo Microgale nasoloi VU
      - Tenrec musaranya pigmeu Microgale parvula LC
      - Tenrec musaranya cuallarg meridional Microgale principula LC
      - Tenrec musaranya petit Microgale pusilla LC
      - Tenrec musaranya de dents de musaranya Microgale soricoides LC
      - Tenrec musaranya de Taiva Microgale taiva LC
      - Tenrec musaranya de Talazac Microgale talazaci LC
      - Tenrec musaranya de Thomas Microgale thomasi LC

    - Gènere: Tenrec d'arrossar (Oryzorictes)
      - Tenrec d'arrossar central Oryzorictes hova LC
      - Tenrec d'arrossar tetradàctil Oryzorictes teradactylus DD

  - Subfamília: Tenrec (Tenrecinae)
    - Gènere: Tenrec espinós petit (Echinops)
      - Tenrec espinós petit Echinops telfairi LC

    - Gènere: Tenrec ratllat (Hemicentetes)
      - Tenrec ratllat de les terres altes Hemicentetes nigriceps LC
      - Tenrec ratllat de les terres baixes Hemicentetes semispinosus LC

    - Gènere: Tenrec espinós gros (Setifer)
      - Tenrec espinós gros Setifer setosus LC

    - Gènere: Tenrec comú (Tenrec)
      - Tenrec comú Tenrec ecaudatus LC

##### Ordre: †Bibymalagasia
Bibymalagasia és un ordre enigmàtic representat per dues espècies extintes de mamífers d'una mida aproximada a la dels gossos, probablement insectívors que vivien a Madagascar. Tot i que les seves relacions han estat debatudes, s'ha pensat que podien pertànyer al superordre dels afroteris. Les anàlisis morfològiques han tendit a col·locar-los propers als porcs formiqguers (ordre Tubulidentata), potser a causa d'especialitzacions convergents per cavar. L'anàlisi de seqüències de col·lagen conservades, tanmateix, els col·loca dins l'ordre Afrosoricida, més proper als tenrecs. Les dues espècies difereixen en la seva mida i aspectes morfològics. Van sobreviure fins fa uns 2150 anys.
- - Gènere: †Plesiorycteropus
    - Plesiorycteropus germainepetterae EX (Prehistòric, PH)
    - Plesiorycteropus madagascariensis EX (PH)

##### Ordre:Sirenia(manatís i dugongs)

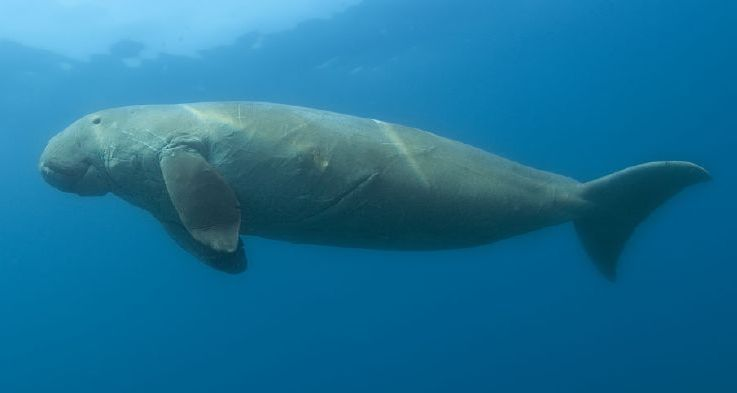
Dugong

Els sirenis són un ordre de mamífers aquàtics, són herbívors que habiten als rius, estuaris, aigües marines costaneres, aiguamolls, i zones humides marines. Actualment, les quatre espècies vivents estan llistades com a vulnerables per la UICN. El dugong habita àmpliament al llarg de les costes d'Àfrica de l'est fins a Australàsia. Aquestes espècies i el tenrecs són els únics afroteris extants de Madagascar.
- Família: Dugòngid (Dugongidae)
  - Gènere: Dugong (Dugong)
    - Dugong Dugong dugon VU

#### Superordre:Euarcontoglirs

##### Ordre:Primats

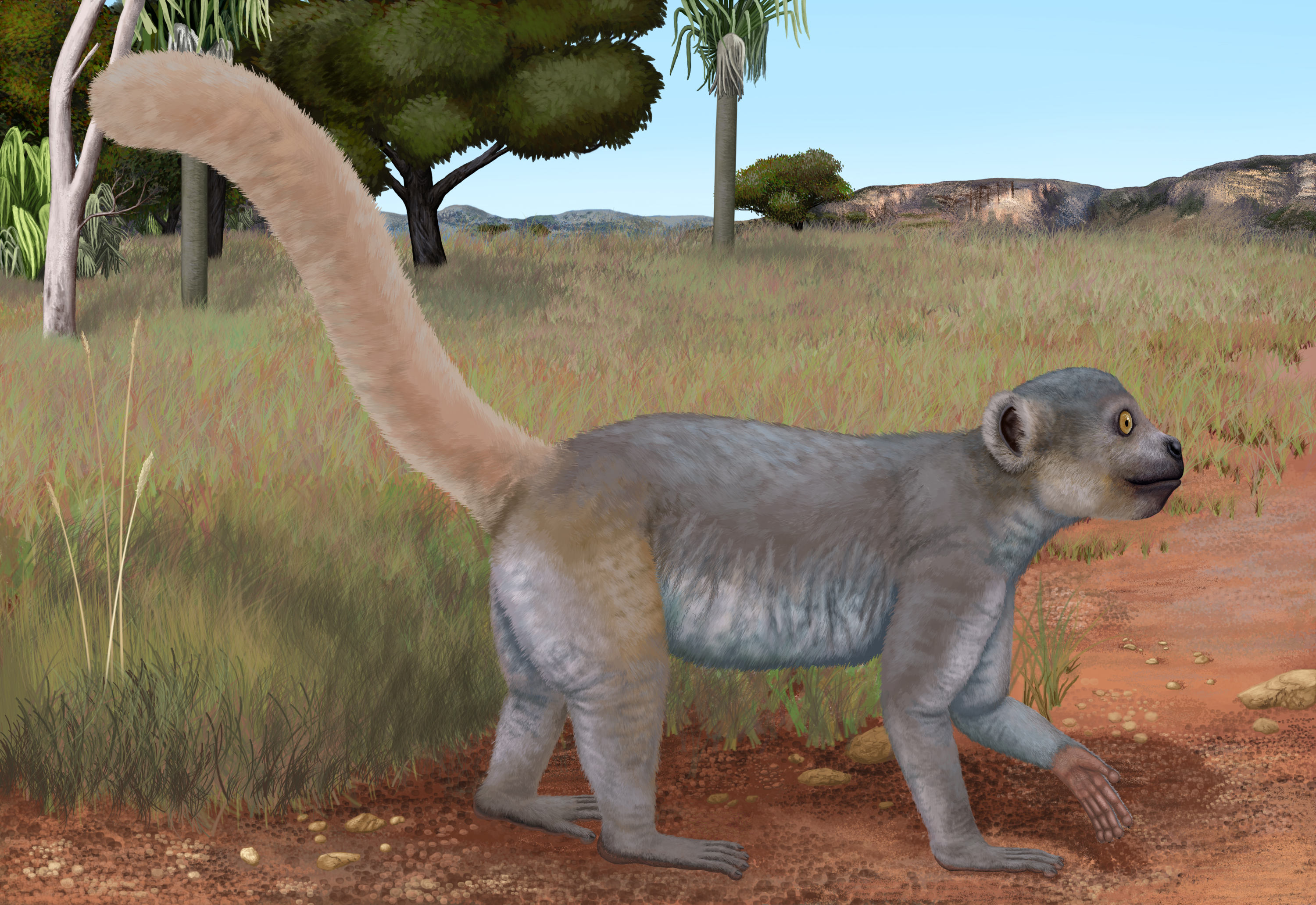
†Archaeolemur edwardsi

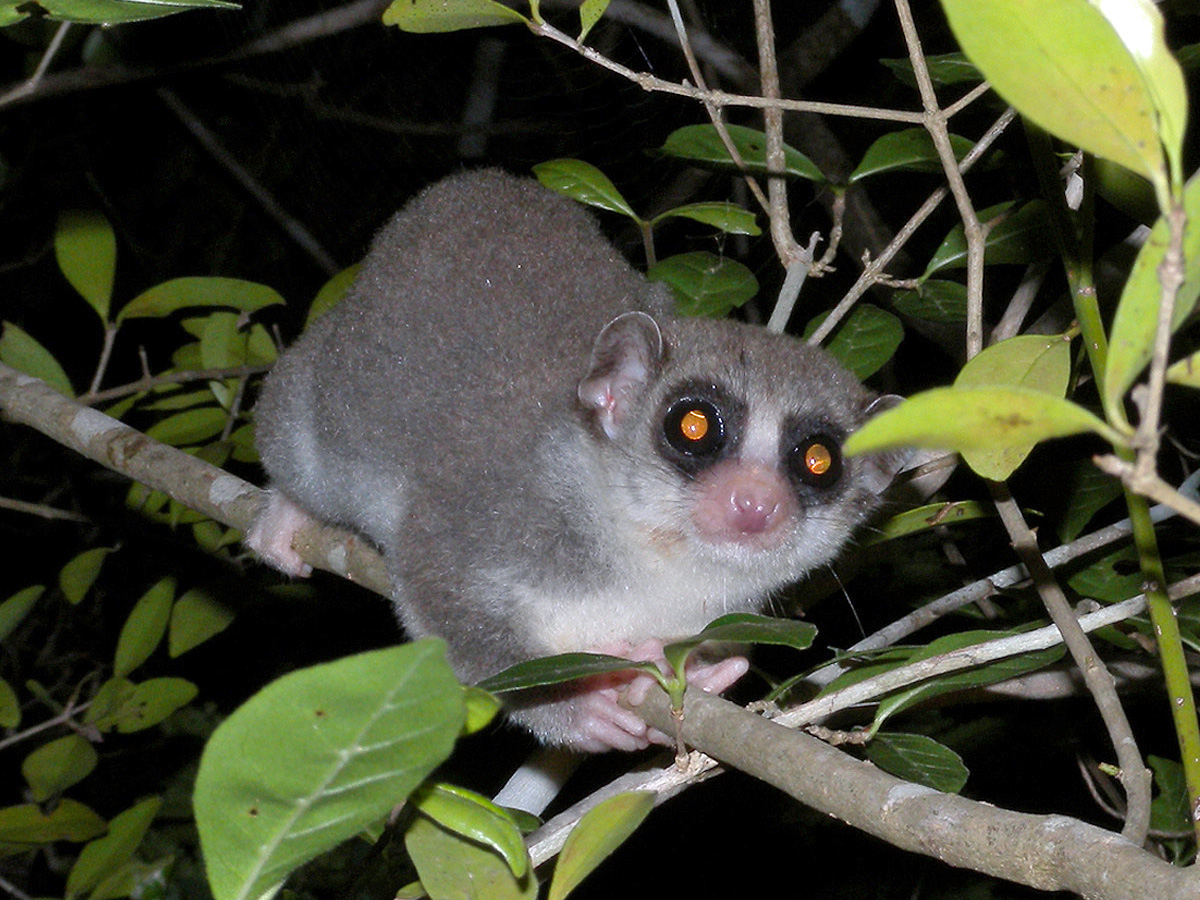
Lèmur nan de cua gruixuda

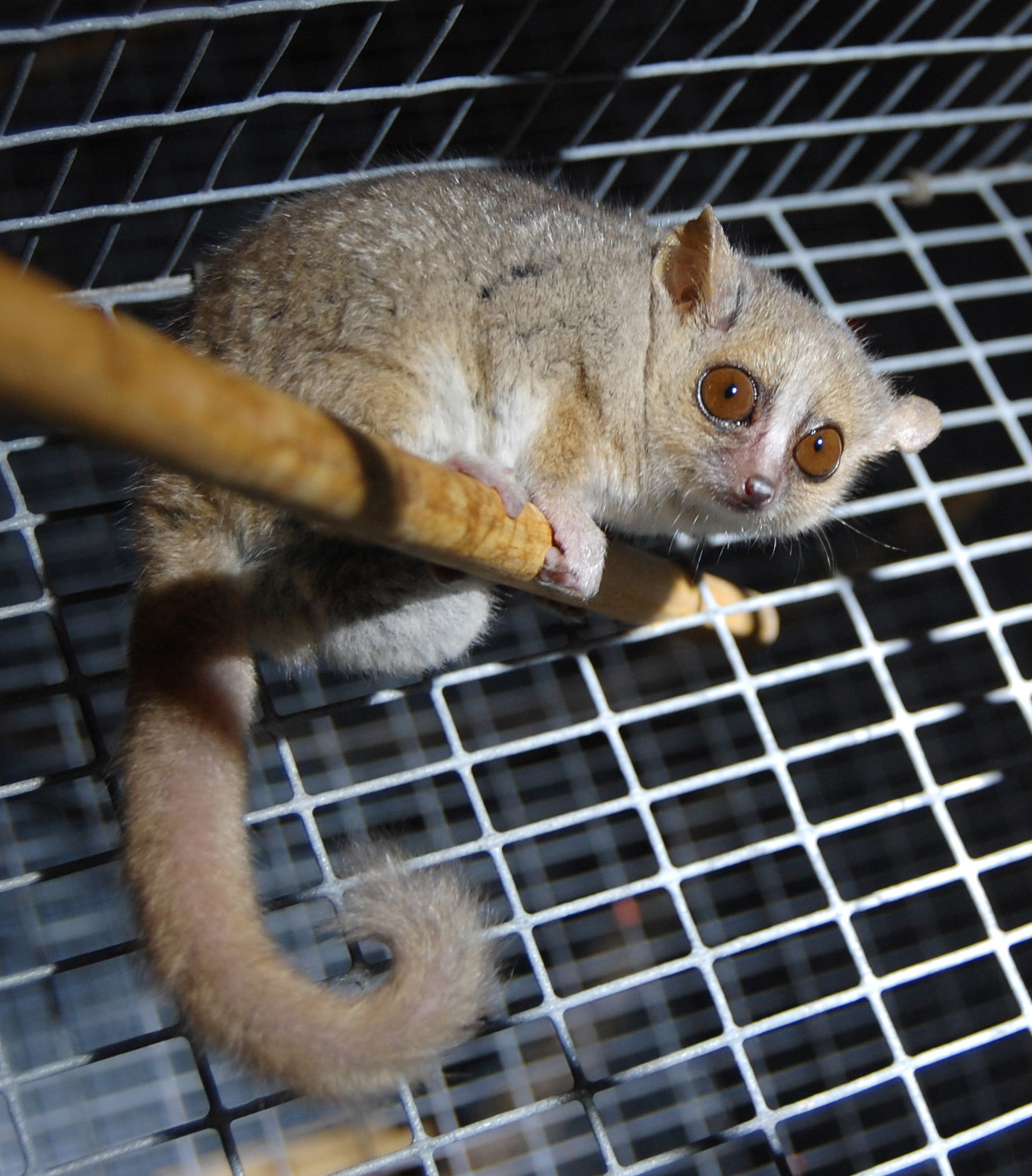
Lèmur ratolí gris

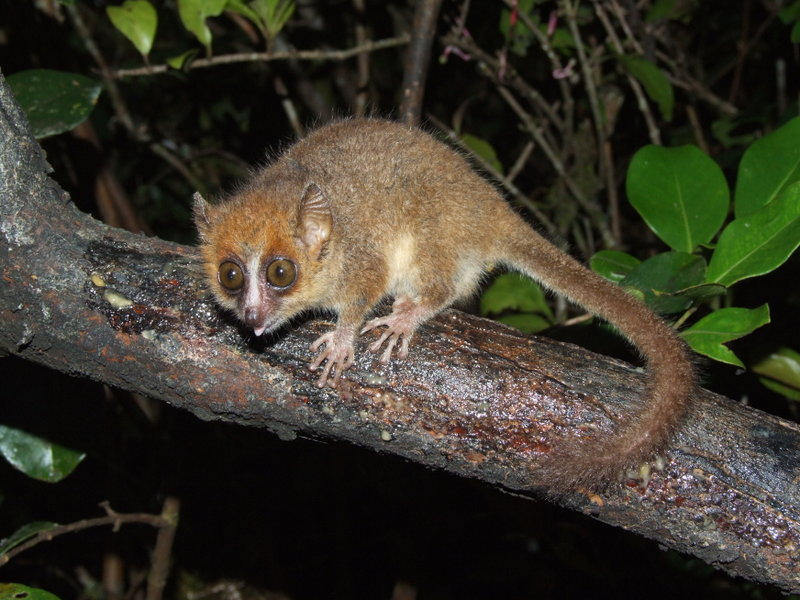
Lèmur ratolí pigmeu

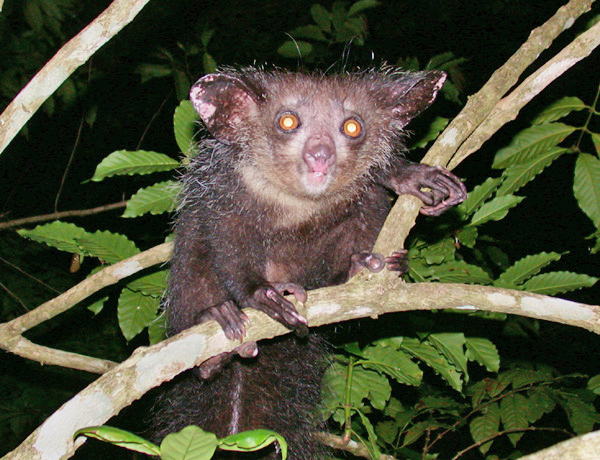
Ai-ai

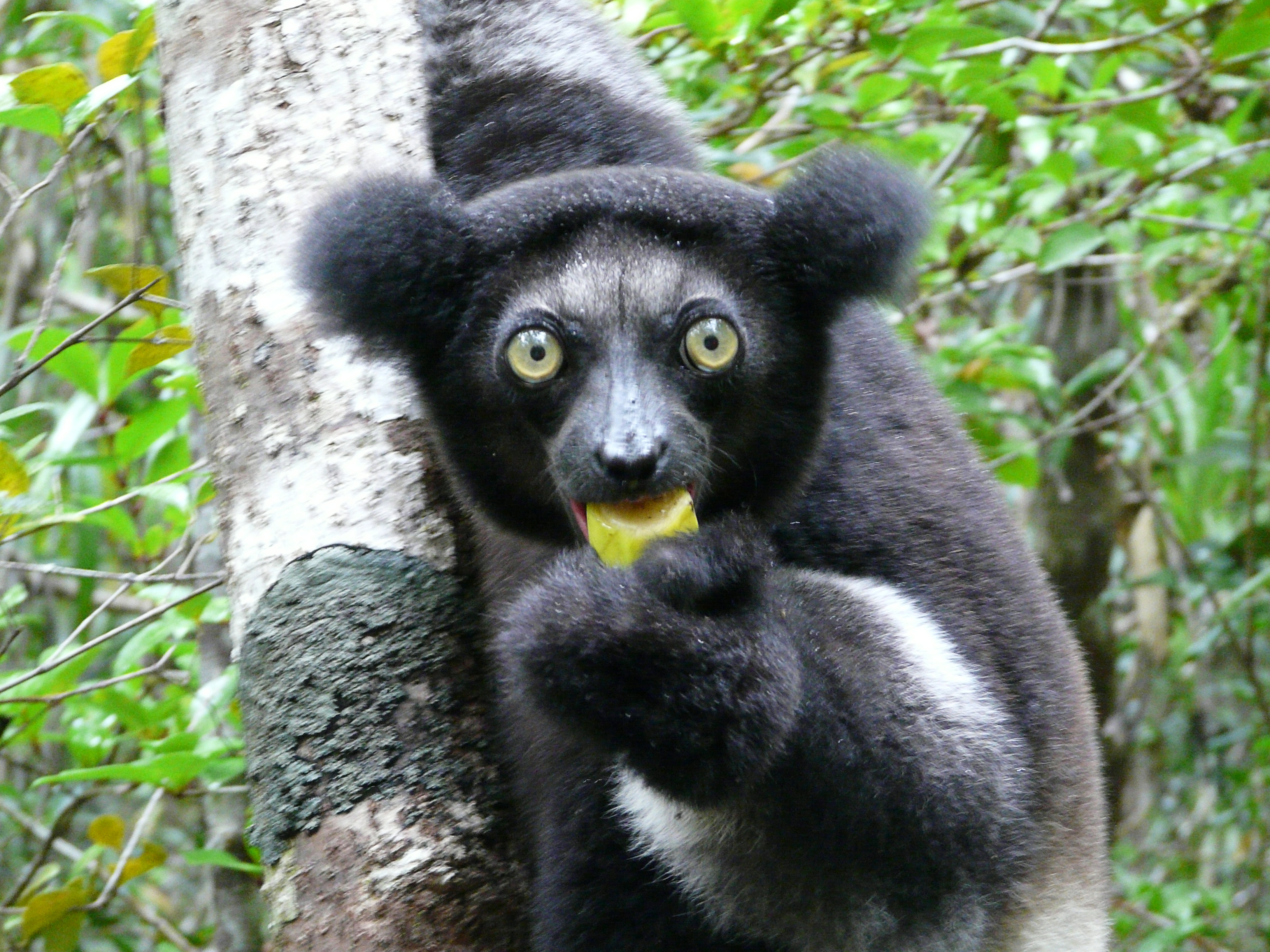
Indri

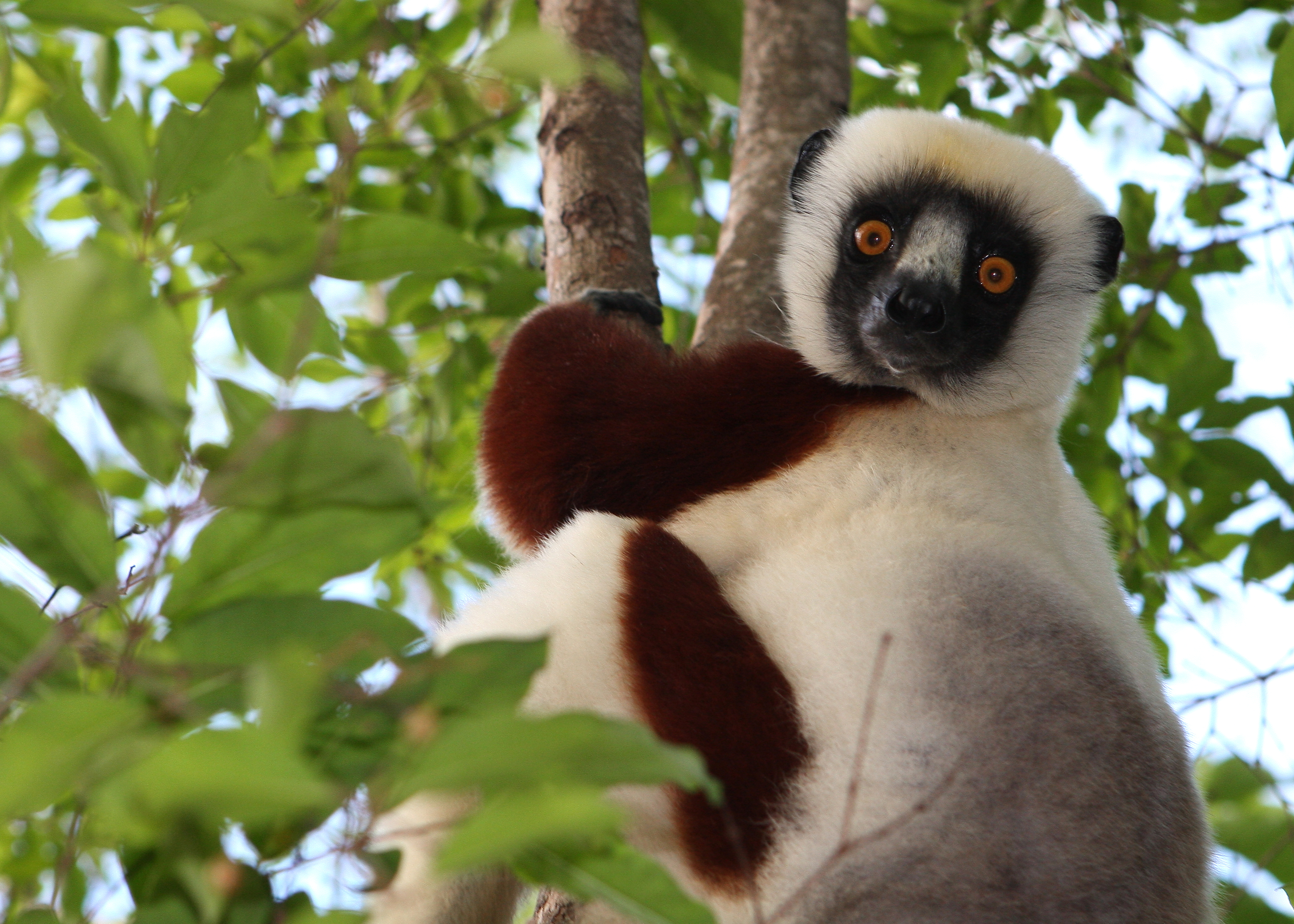
Sifaca de Coquerel

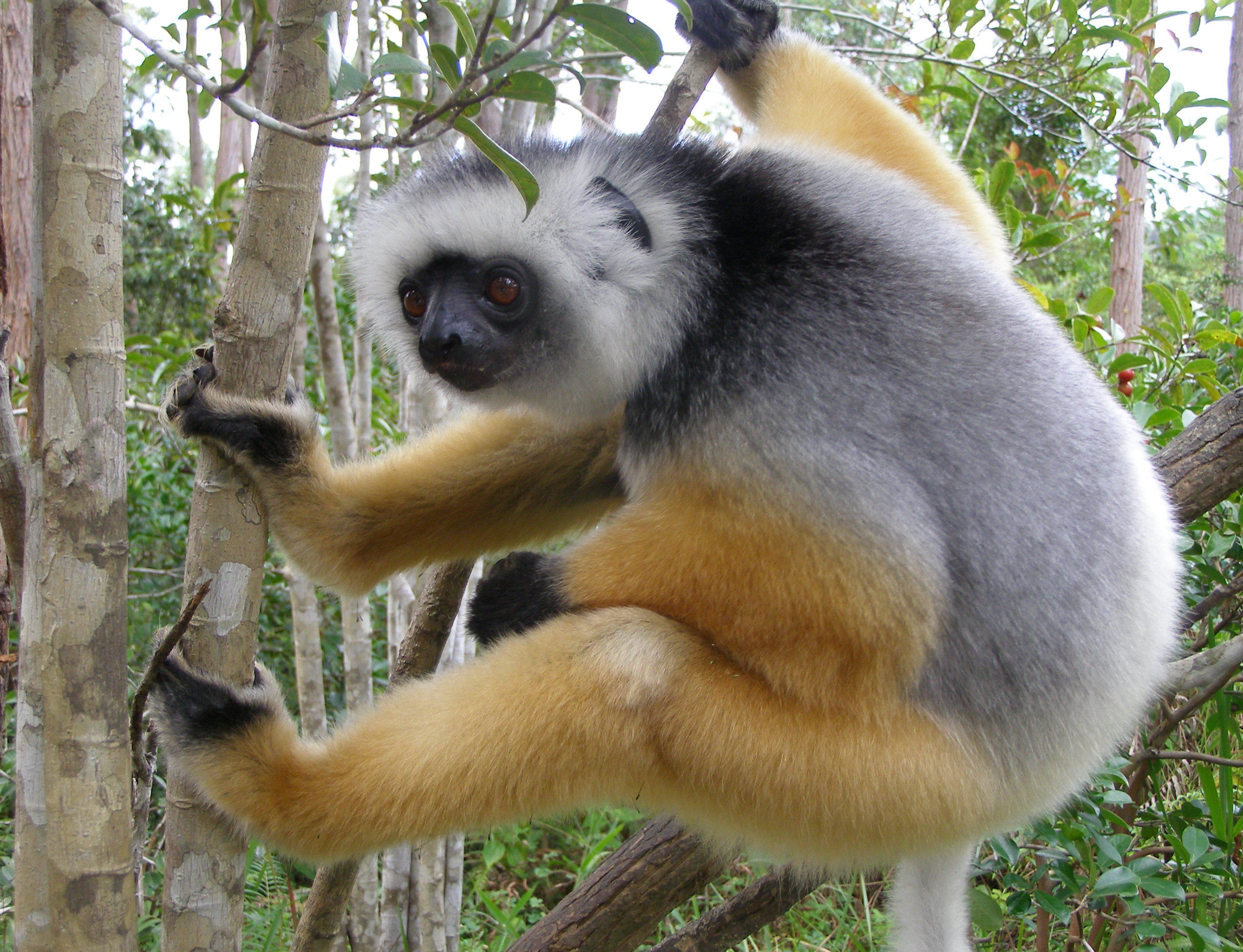
Sifaca de diadema

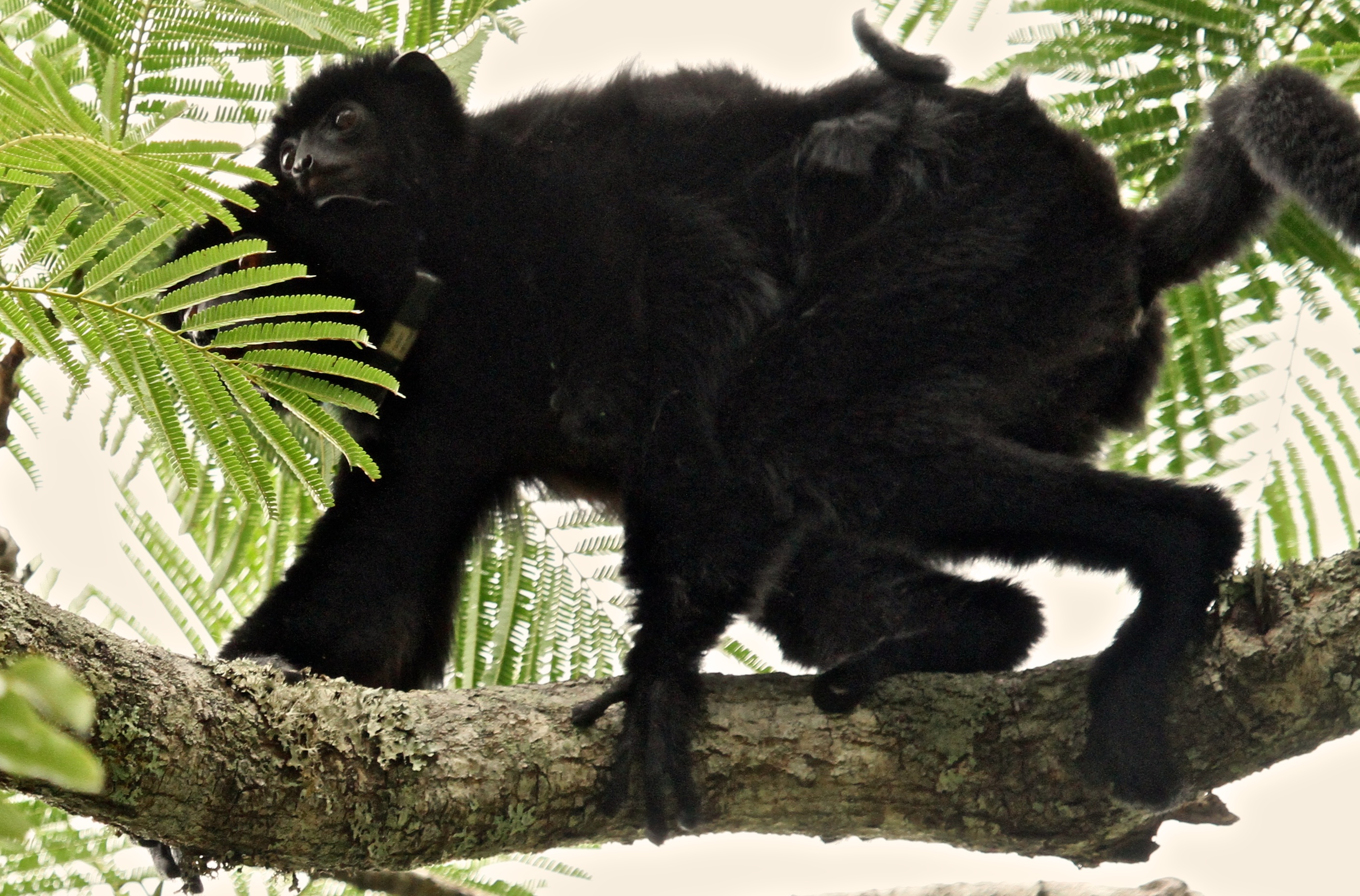
Sifaca de Perrier

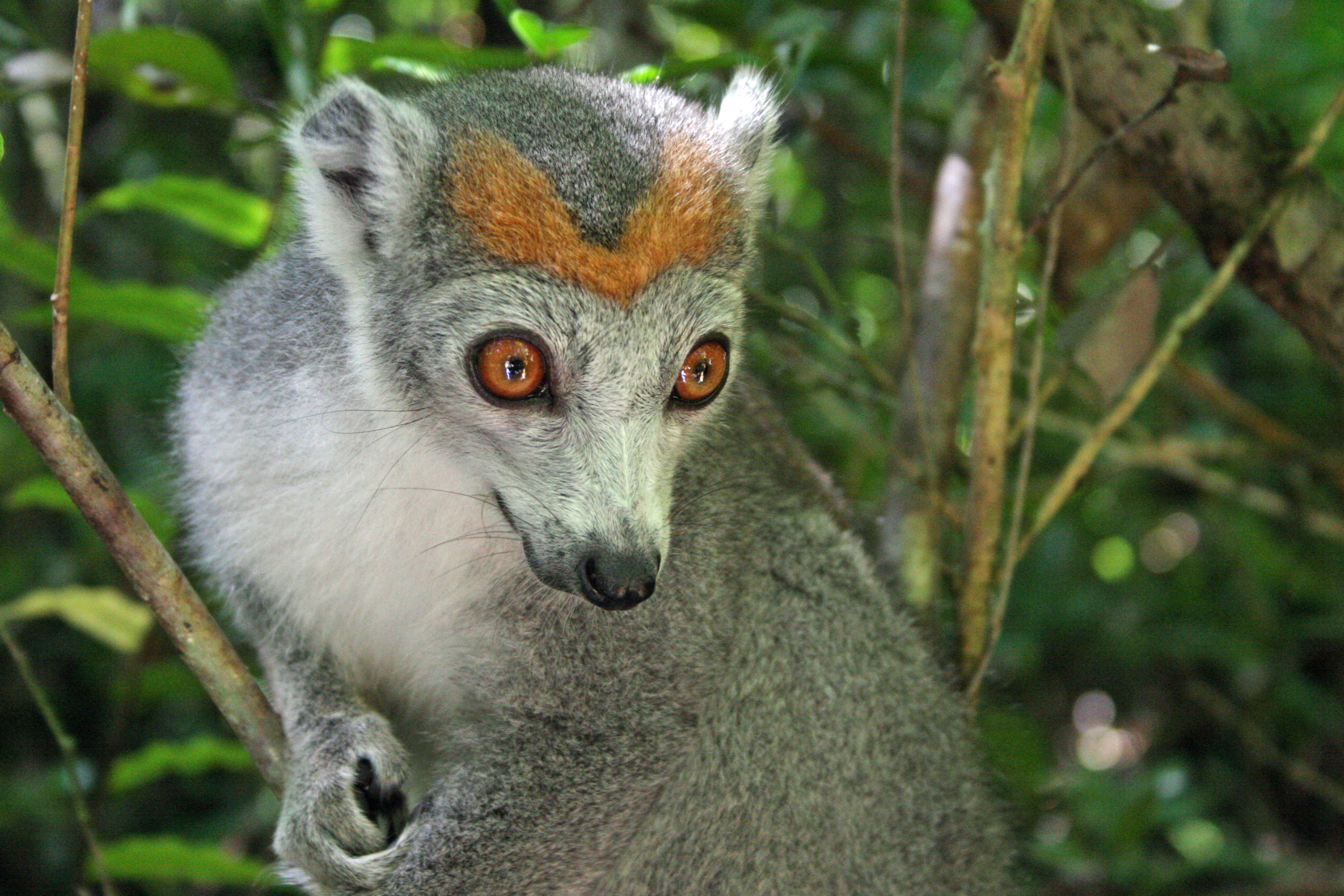
Lèmur coronat

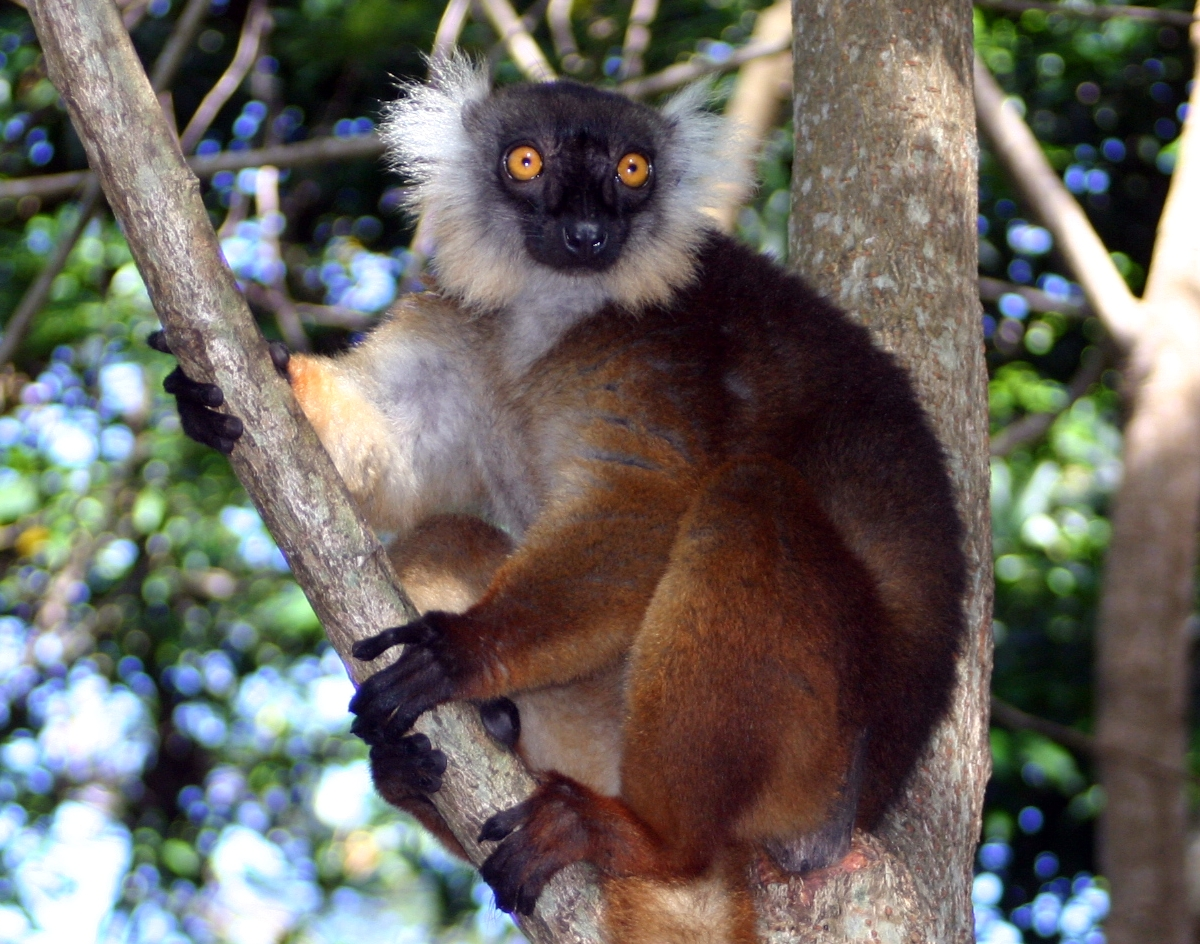
Lèmur negre

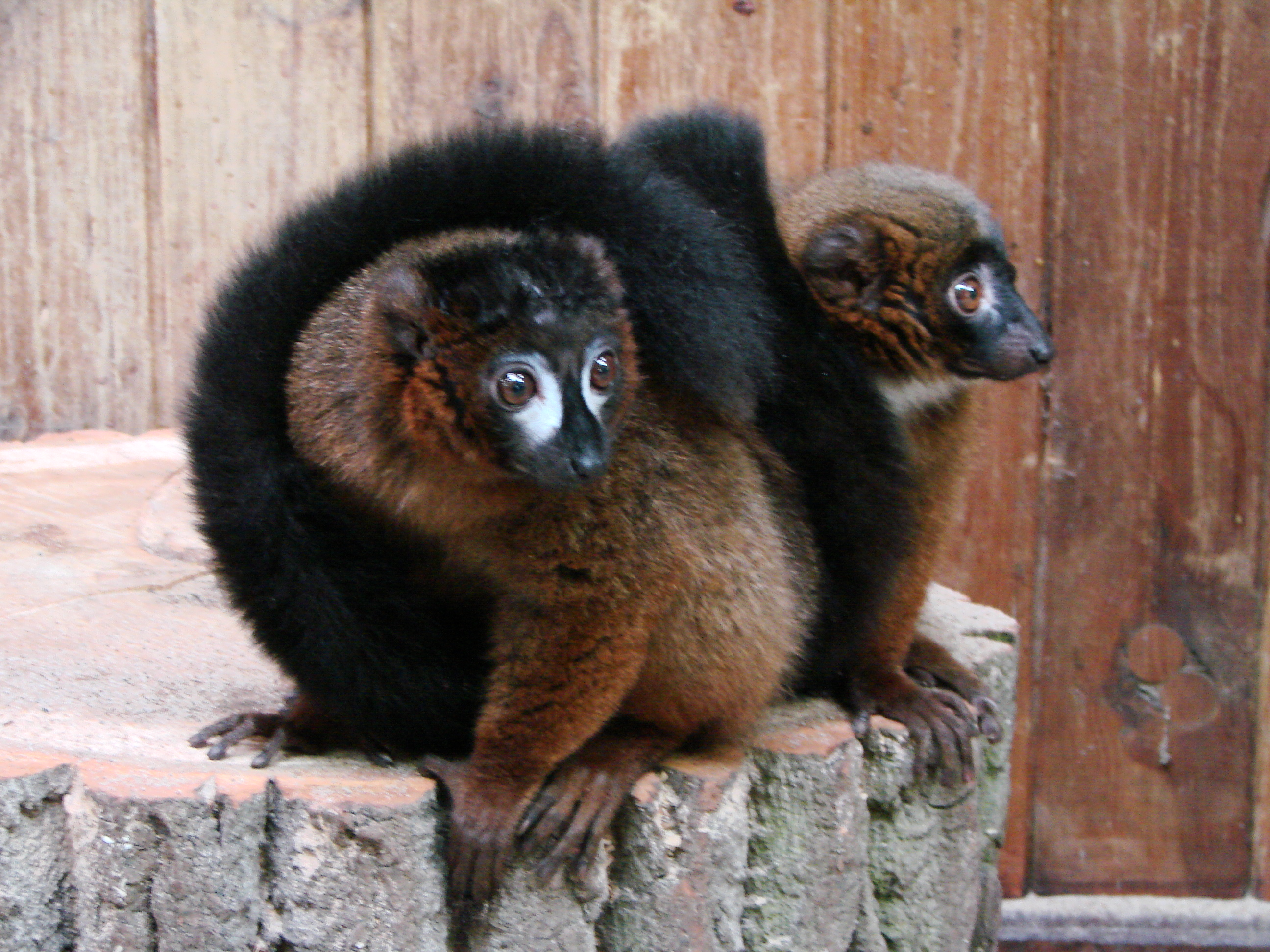
Lèmur de panxa vermella

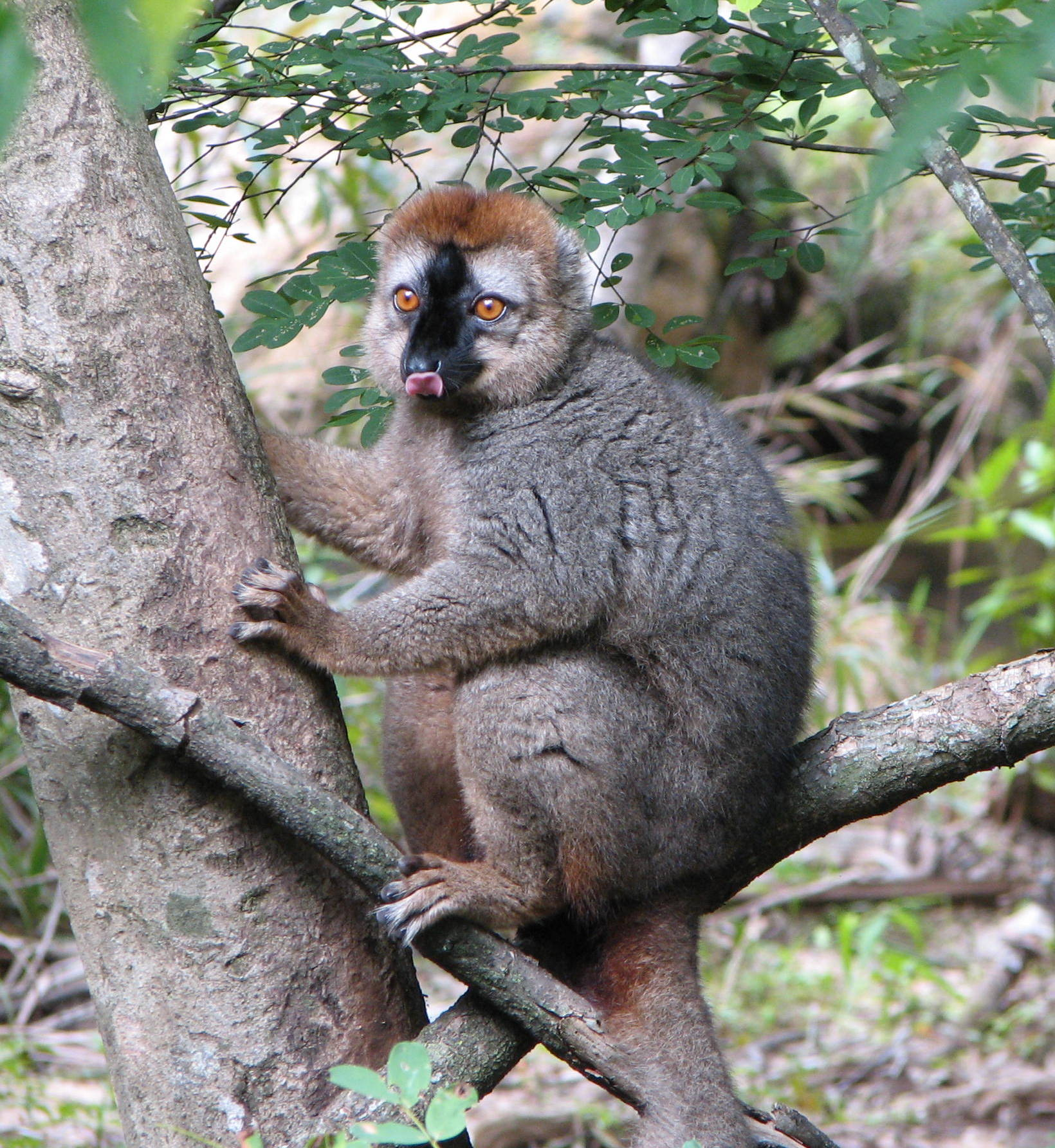
Lèmur bru de front vermell

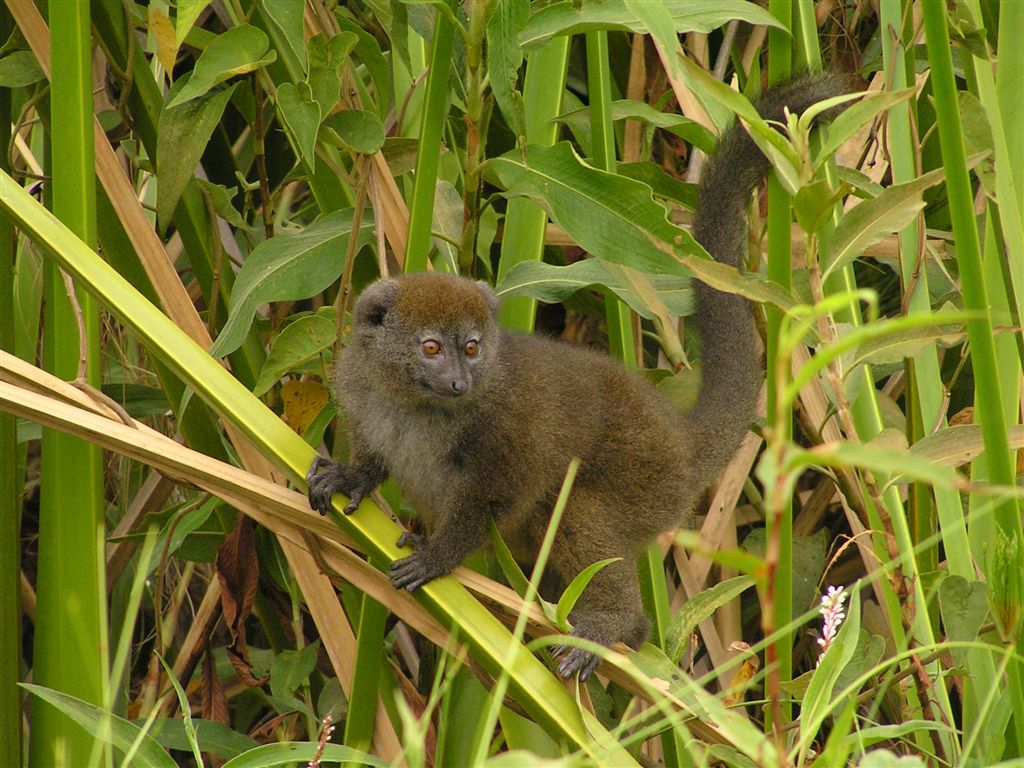
Lèmur gris del llac Alaotra

L'ordre dels primats conté totes les espècies generalment relacionades amb els lèmurs, els micos, i els simis, incloent-hi els éssers humans. És dividit en quatre grups principals: estrepsirrins, tarsers, micos del Món Nou i catarrins. A Madagascar s'hi troben 15 gèneres extants de primats no humans, en comparació amb els 6 d'Amèrica Central, 20 d'Amèrica del Sud, 23 d'Àfrica i 19 d'Àsia. Els primats endèmics de Madagascar són els lèmurs, la branca més gran dels estrepsirrins. Entre els anys 2000 i 2008, 39 espècies noves van ser descrites, incrementant el nombre total d'espècies i subespècies reconegudes fins a 99; l'any 2014, el nombre d'espècies i subespècies extants reconegudes havia augmentat fins a 105. D'aquestes, la UICN va classificar-ne 24 en perill crític, 49 en perill, 20 en estat vulnerable, tres gairebé amenaçades, tres amb risc mínim, quatre sense dades suficients i dues romanen encara a ser avaluades. Es creu que l'avantpassat comú dels lèmurs va arribar a Madagascar creuant el Canal de Moçambic des de l'Àfrica fa entre 50 i 60 milions d'anys. Es creu que un nombre d'espècies de lèmur més grans que qualsevol de les actualment vives, variant en la seva mida fins a arribar a la d'un goril·la, es van extingir poc després de l'arribada dels éssers humans. Els estrepsirrins conformen la totalitat d'espècies de primats natius de Madagascar, però només un quart de les d'Àfrica, sent la resta simis. Els estrepsirrins de Madagascar ocupen ambdós nínxols biològics diürns i nocturns, mentre que tots aquells fora de Madagascar són nocturns i gairebé tots els simis són diürns (l'única excepció són les mones de nit, que viuen en llocs on els estrepsirrins hi són absents).
- Subordre: Strepsirrhini
  - Infraordre: Lèmurs
    - Família: †lèmur mico (†Archaeolemuridae)
      - Gènere: †Archaeolemur
        - Archaeolemur edwardsi EX (PH)
        - Archaeolemur majori EX (PH)

      - Gènere: †Hadropithecus
        - Hadropithecus stenognathus EX (PH)

    - Família: Quirogalèids (Cheirogaleidae)
      - Gènere: Allocebus
        - Lèmur nan d'orelles peludes Allocebus trichotis VU

      - Gènere: Cheirogaleus
        - Cheirogaleus andysabini NE
        - Lèmur nan de Crossley Cheirogaleus crossleyi DD
        - Cheirogaleus lavasoensis NE
        - Lèmur nan gros Cheirogaleus major DD
        - Lèmur nan de cua gruixuda Cheirogaleus medius LC
        - Lèmur nan gris petit Cheirogaleus minusculus DD
        - Lèmur nan de Sibree Cheirogaleus sibreei CR

      - Gènere: Lèmurs ratolí (Microcebus)
        - Lèmur ratolí d'Arnhold Microcebus arnholdi EN
        - Lèmur ratolí de Berthe Microcebus berthae EN
        - Lèmur ratolí de Bongolava Microcebus bongolavensis EN
        - Microcebus boraha NE
        - Lèmur ratolí de Danfoss Microcebus danfossi EN
        - Microcebus ganzhorni NE
        - Microcebus gerpi CR
        - Lèmur ratolí gris rogenc Microcebus griseorufus LC
        - Lèmur ratolí de Jolly Microcebus jollyae EN
        - Lèmur ratolí de Goodman Microcebus lehilahytsara VU
        - Lèmur ratolí de MacArthur Microcebus macarthurii EN
        - Microcebus manitatra NE
        - Microcebus marohita CR
        - Lèmur ratolí de Claire Microcebus mamiratra CR
        - Lèmur ratolí de Margot Marsh Microcebus margotmarshae EN
        - Lèmur ratolí de Mittermeier Microcebus mittermeieri EN
        - Lèmur ratolí gris Microcebus murinus LC
        - Lèmur ratolí pigmeu Microcebus myoxinus VU
        - Lèmur ratolí de Ravelobe Microcebus ravelobensis EN
        - Lèmur ratolí bru Microcebus rufus VU
        - Lèmur ratolí del Sambirano Microcebus sambiranensis EN
        - Lèmur ratolí de Simmons Microcebus simmonsi EN
        - Lèmur ratolí d'Anosy Microcebus tanosi NE
        - Lèmur ratolí rogenc Microcebus tavaratra VU

      - Gènere: Mirza
        - Lèmur nan de Coquerel Mirza coquereli EN
        - Lèmur nan septentrional Mirza zaza EN

      - Gènere: Lèmurs forcats (Phaner)
        - Lèmur forcat de la Montagne d'Ambre Phaner electromontis EN
        - Lèmur forcat de Masoala Phaner furcifer VU
        - Lèmur forcat pàl·lid Phaner pallescens EN
        - Lèmur forcat de Pariente Phaner parienti EN

    - Família: Daubentoniidae
      - Gènere: Daubentonia
        - Ai-ai Daubentonia madagascariensis EN
        - Ai-ai gegant Daubentonia robusta EX (PH)

    - Família: Índrid (Indriidae)
      - Gènere: Indri llanós (Avahi)
      - Indri llanós betsileo Avahi betsileo EN
        - Indri llanós de Bemaraha Avahi cleesei EN
        - Indri llanós de oriental Avahi laniger VU
        - Indri llanós meridional Avahi meridionalis EN
        - Indri llanós dels Moore Avahi mooreorum EN
        - Indri llanós occidental Avahi occidentalis EN
        - Indri llanós de Peyriéras Avahi peyrierasi VU
        - Indri llanós de Ramanantsoavana Avahi ramanantsoavani VU
        - Indri llanós del Sambirano Avahi unicolor 'EN

      - Gènere: Indri
        - IndriIndri Indri CR

      - Gènere: Sifaques (Propithecus)
        - Sifaca sedós Propithecus candidus CR
        - Sifaca de Coquerel Propithecus coquereli EN
        - Sifaca coronat Propithecus coronatus EN
        - Sifaca de Van der Decken Propithecus deckenii EN
        - Sifaca de diadema Propithecus diadema CR
        - Sifaca de Milne-Edwards Propithecus edwardsi EN
        - Sifaca de Perrier Propithecus perrieri CR
        - Sifaca de Tattersall Propithecus tattersalli CR
        - Sifaca de Verreaux Propithecus verreauxi EN

    - Família: Lemúrids (Lemuridae)
      - Gènere: Eulemur
        - Lèmur bru, Eulemur fulvus NT
        - Lèmur bru de Sanford, Eulemur sanfordi EN
        - Lèmur de front blanc, Eulemur albifrons EN
        - Lèmur bru de front vermell, Eulemur rufus VU
        - Lèmur de front vermell, Eulemur rufifrons NT
        - Lèmur bru de collar, Eulemur collaris EN
        - Lèmur de cap gris, Eulemur cinereiceps CR
        - Lèmur negre, Eulemur macaco VU
        - Lèmur negre ullblau, Eulemur flavifrons CR
        - Lèmur coronat, Eulemur coronatus EN
        - Lèmur de panxa vermella, Eulemur rubriventer VU
        - Lèmur mangosta, Eulemur mongoz CR

      - Gènere: Lèmurs del bambú (Hapalemur)
        - Lèmur gris oriental, Hapalemur griseus VU
          - Hapalemur griseus gilberti EN
          - Hapalemur griseus griseus VU
          - Hapalemur griseus ranomafanensis DD

        - Lèmur gris meridional, Hapalemur meridionalis VU
        - Lèmur gris del llac Alaotra, Hapalemur alaotrensis CR
        - Lèmur daurat, Hapalemur aureus CR
        - Lèmur gris occidental, Hapalemur occidentalis VU

      - Genus: Lèmur
        - Anell-tailed Lèmur de lèmur catta EN

      - Genus: †Pachylemur
        - Pachylemur insignis EX (PH)
        - Pachylemur jullyi EX (PH)

      - Genus: Prolemur
        - Lèmur de bambú més gran Prolemur simus CR

      - Genus: Varecia
        - Vermell ruffed lèmur Varecia rubra CR
        - Negre-i-blanc ruffed lèmur Varecia variegata CR
          - Del sud negre-i-blanc ruffed lèmur Varecia variegata editorum CR
          - Blanc-belted negre-i-blanc ruffed lèmur Varecia variegata subcincta CR
          - Negre-i-blanc ruffed lèmur Varecia variegata variegata CR

    - Familiar: Lepilemuridae
      - Genus: Lepilemur
        - Antafia Lèmur esportiu Lepilemur aeeclis VU
        - Ahmanson lèmur esportiu Lepilemur ahmansonorum EN
        - Ankarana Lèmur esportiu Lepilemur ankaranensis EN
        - Betsileo Lèmur esportiu Lepilemur betsileo EN
        - Gris-lèmur esportiu donat suport a Lepilemur dorsalis VU
        - Milne-Edwards' Lèmur esportiu Lepilemur edwardsi EN
        - Fleurete lèmur esportiu Lepilemur fleuretae CR
        - Grewcock lèmur esportiu Lepilemur grewcockorum EN
        - El lèmur esportiu d'Holanda Lepilemur hollandorum EN
        - Hubbard lèmur esportiu Lepilemur hubbardorum EN
        - El lèmur esportiu de James Lepilemur jamesorum CR
        - Blanc-footed lèmur esportiu Lepilemur leucopus EN
        - Petit-lèmur esportiu dentat Lepilemur microdon EN
        - Daraina Lèmur esportiu Lepilemur milanoii EN
        - Mittermeier lèmur esportiu Lepilemur mittermeieri EN
        - Weasel Lèmur esportiu Lepilemur mustelinus NT
        - El lèmur esportiu d'Otto Lepilemur otto EN
        - Petter lèmur esportiu Lepilemur petteri VU
        - Randrianasolo lèmur esportiu Lepilemur randrianasoloi EN
        - Vermell-tailed lèmur esportiu Lepilemur ruficaudatus VU
        - Sahamalaza Lèmur esportiu Lepilemur sahamalazensis CR
        - El lèmur esportiu de Scott Lepilemur scottorum EN
        - El lèmur esportiu de la foca Lepilemur seali VU
        - Lèmur esportiu del nord Lepilemur septentrionalis CR
        - Hawks' Lèmur esportiu Lepilemur tymerlachsonorum CR
        - El lèmur esportiu de Wright Lepilemur wrightae EN

    - Familiar: †Megaladapidae (lèmurs de coala)
      - Genus: †Megaladapis
        - Megaladapis edwardsi EX (PH)
        - Megaladapis madagascariensis EX (PH)
        - Megaladapis grandidieri EX (PH)

    - Familiar: †Palaeopropithecidae (sloth lèmurs)
      - Genus: †Archaeoindris
        - Archaeoindris fontoynonti EX (PH)

      - Genus: †Babakotia
        - Babakotia radofilai EX (PH)

      - Genus: †Mesopropithecus
        - Mesopropithecus dolichobrachion EX (PH)
        - Mesopropithecus globiceps EX (PH)
        - Mesopropithecus pithecoides EX (PH)

      - Genus: †Palaeopropithecus (Gran sloth lèmurs)
        - Palaeopropithecus ingens EX (PH)
        - Palaeopropithecus maximus EX (PH)
        - Palaeopropithecus kelyus EX (PH)

## Galeria d'imatges

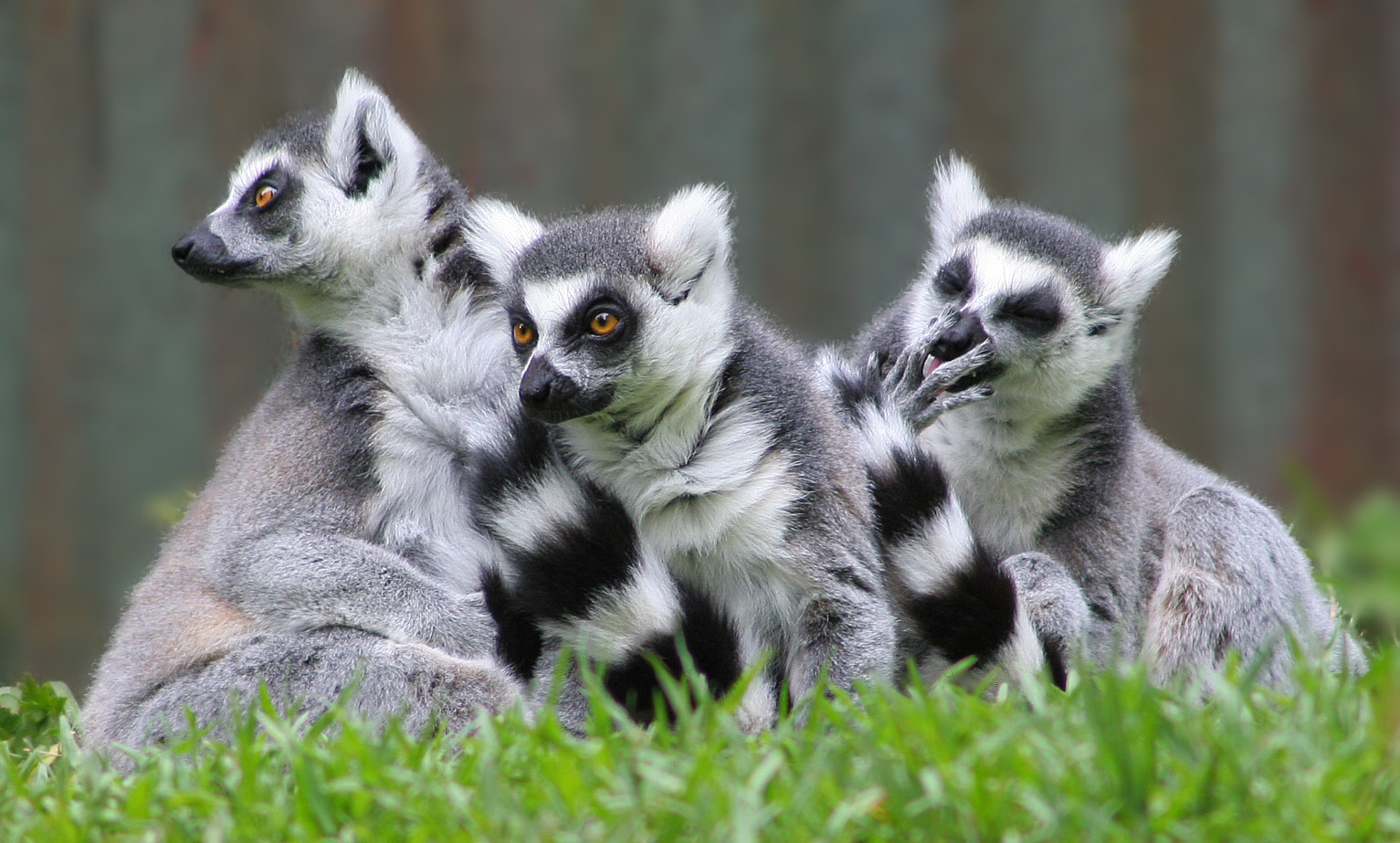
Lèmur de cua anellada
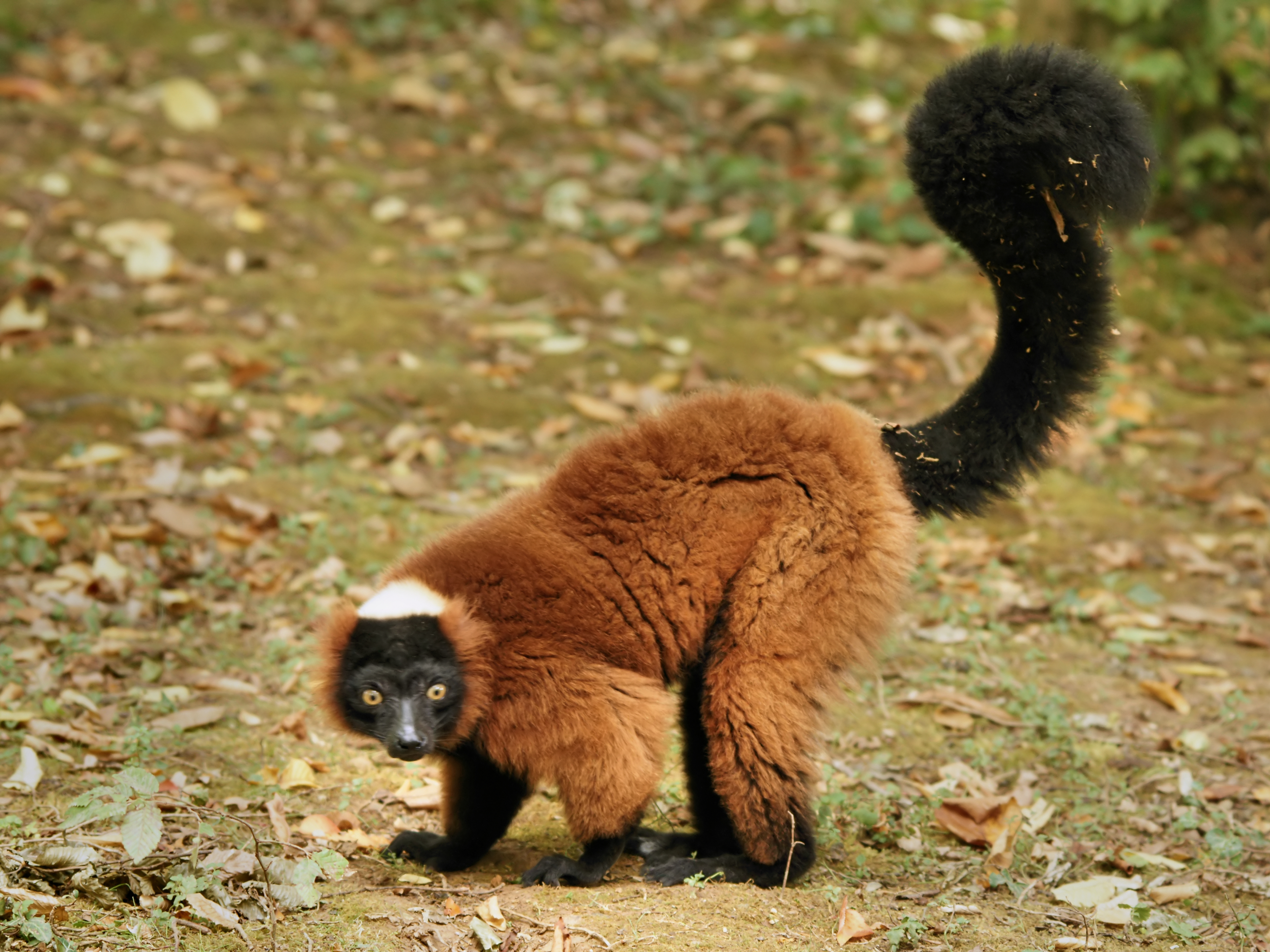
Lèmur de collar vermell
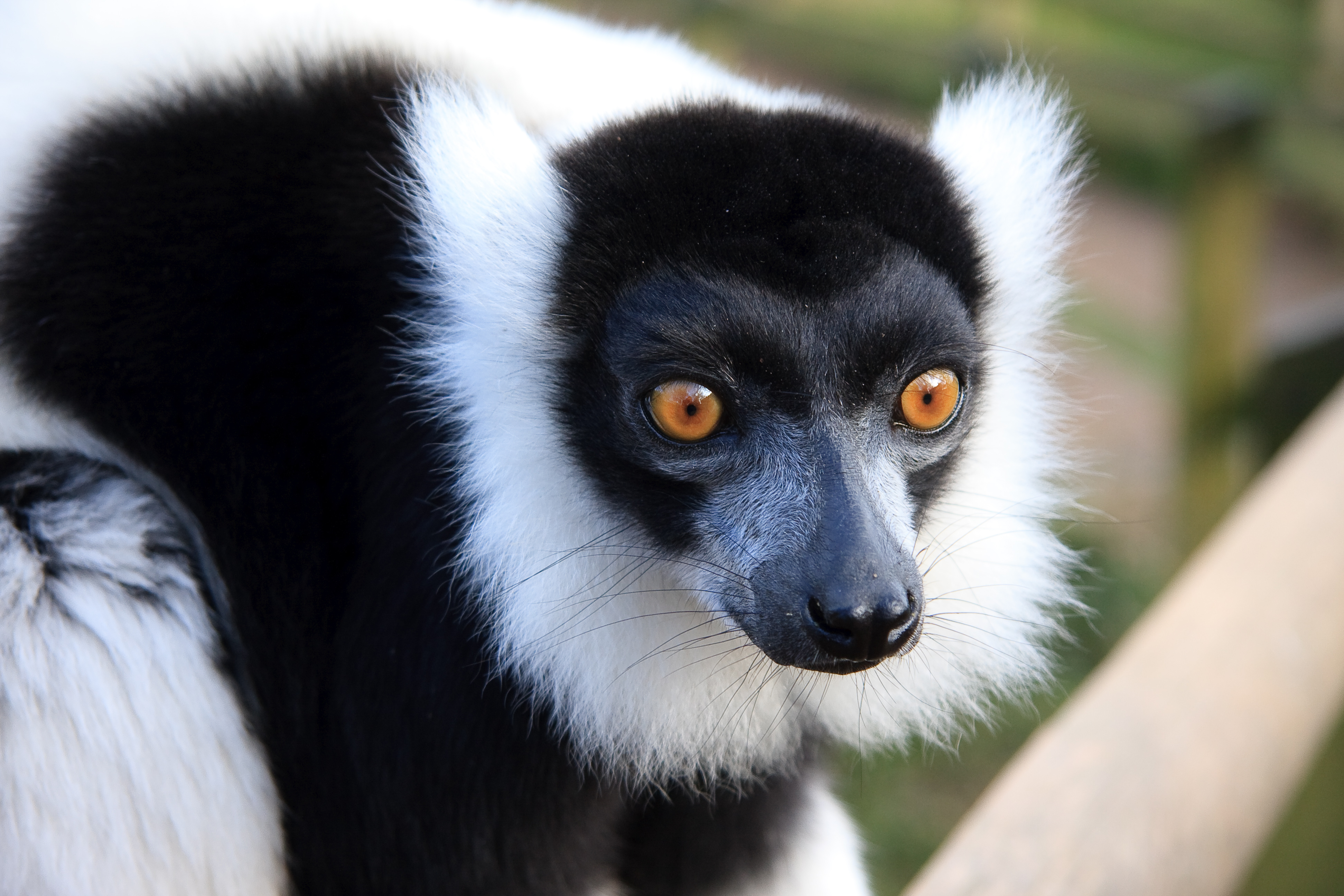
Lèmur de collar
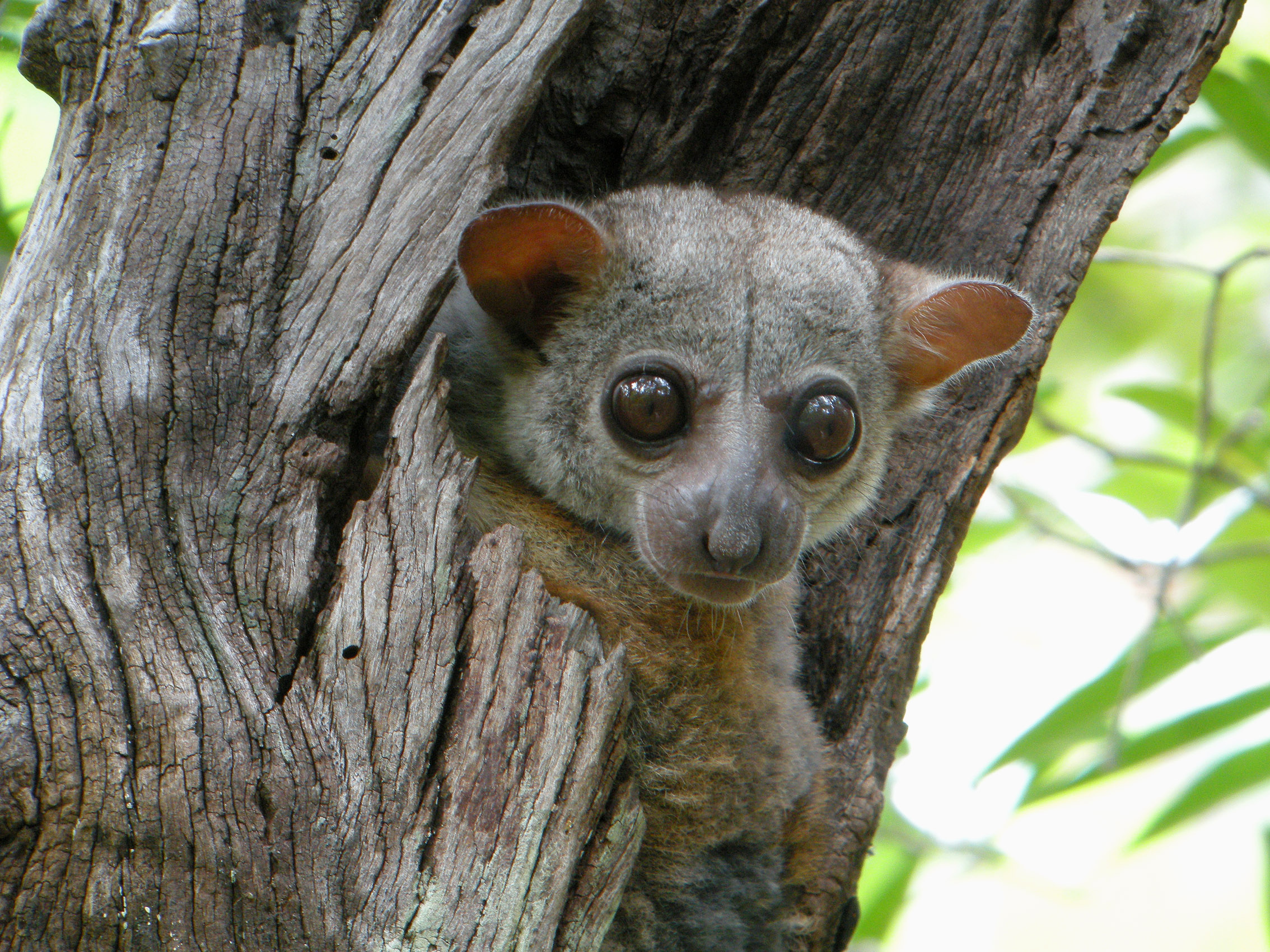
Lèmur mostela de Milne-Edwards
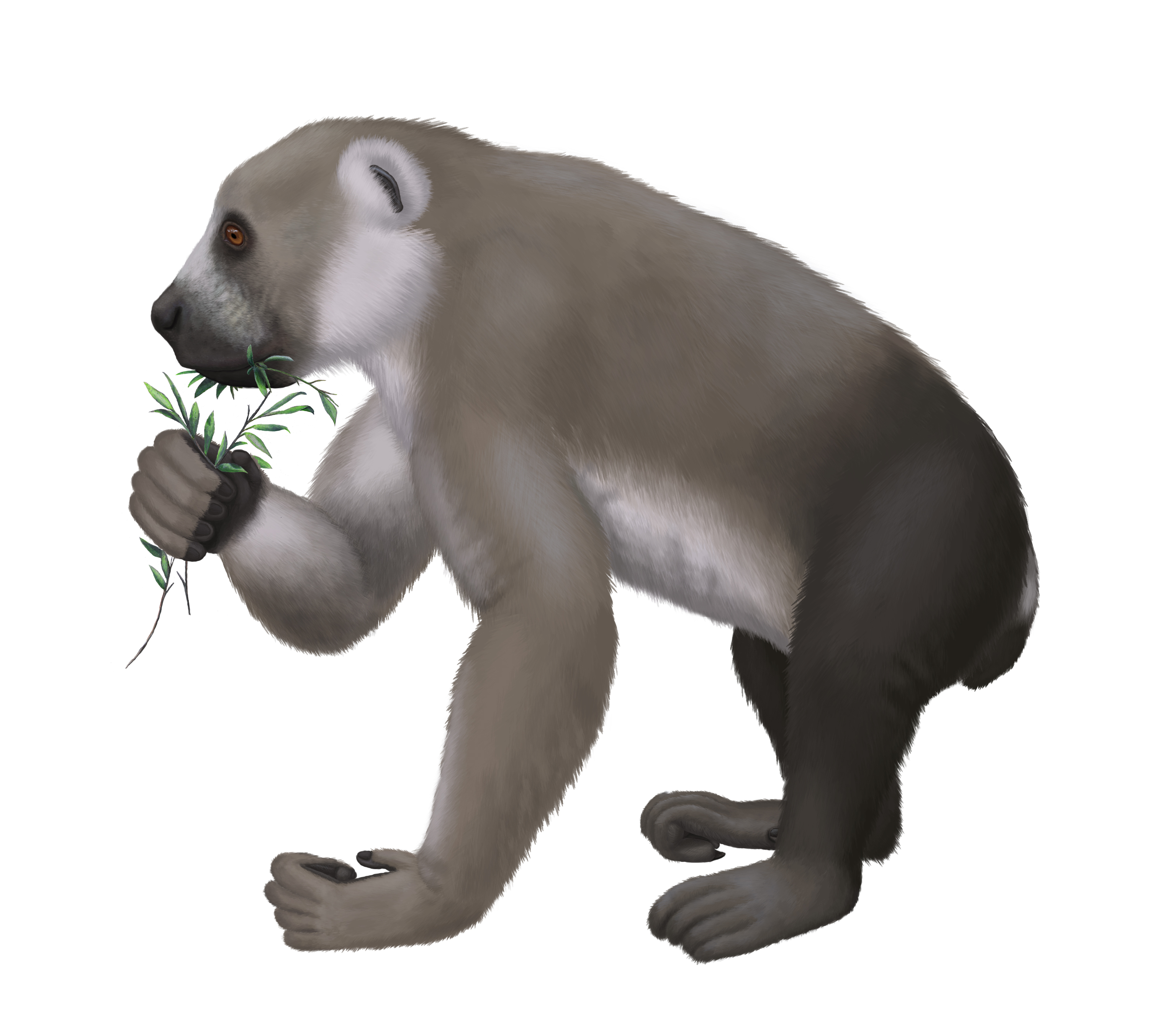
†Archaeoindris fontoynonti